# K街

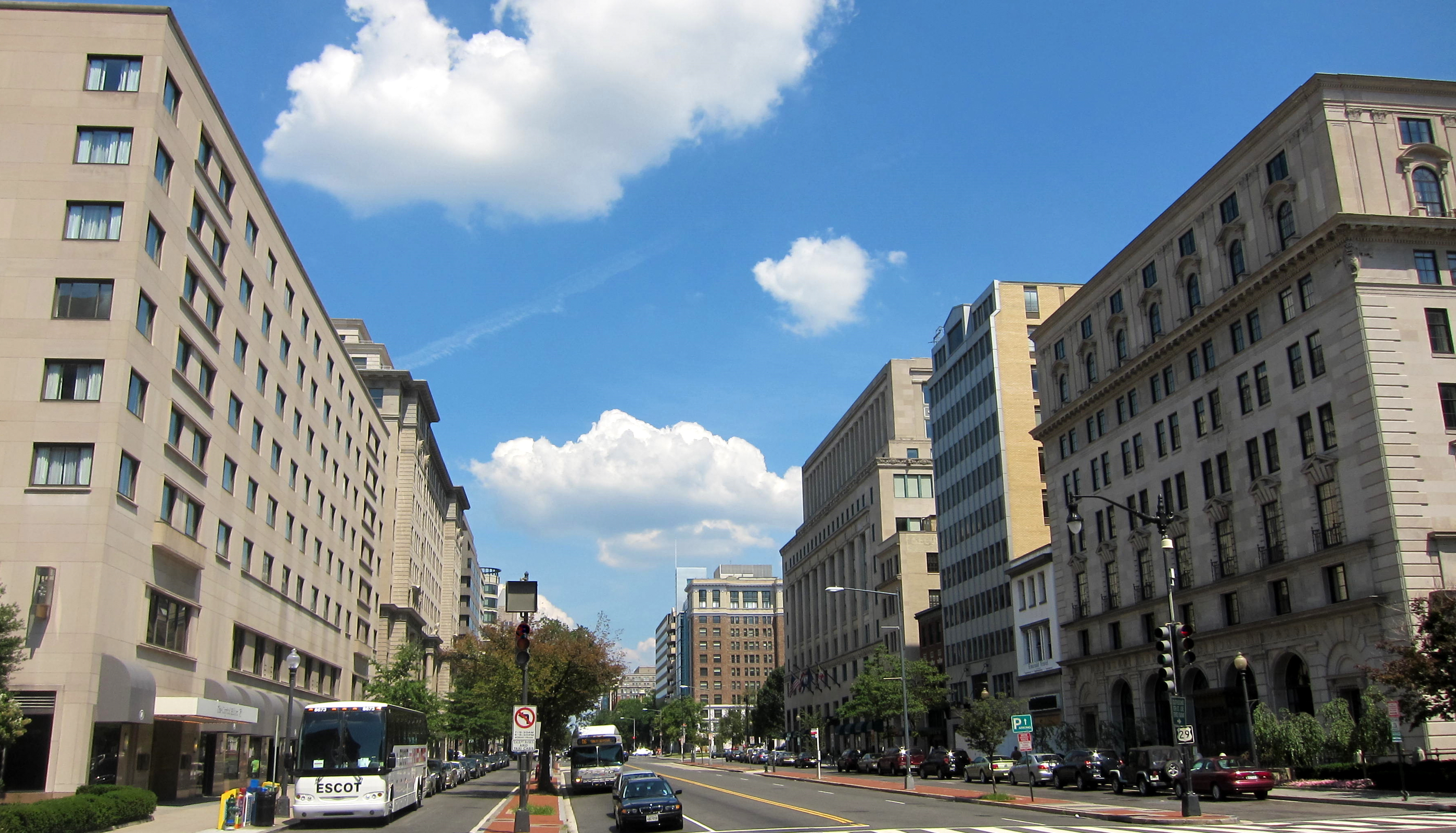
K街西北1500街区，于华盛顿哥伦比亚特区市区

K街（K Street）是美国首都华盛顿哥伦比亚特区的一条主要干道，东西走向，被称为众多智库、游说集团和倡导团体的中心。
在政治话语中，“K街”已成为华盛顿的游说行业的转喻。然而自1980年代后期，许多游说公司已经搬走；截至2012年排名前20位的游说公司只有一个还设在K街。

## 位置

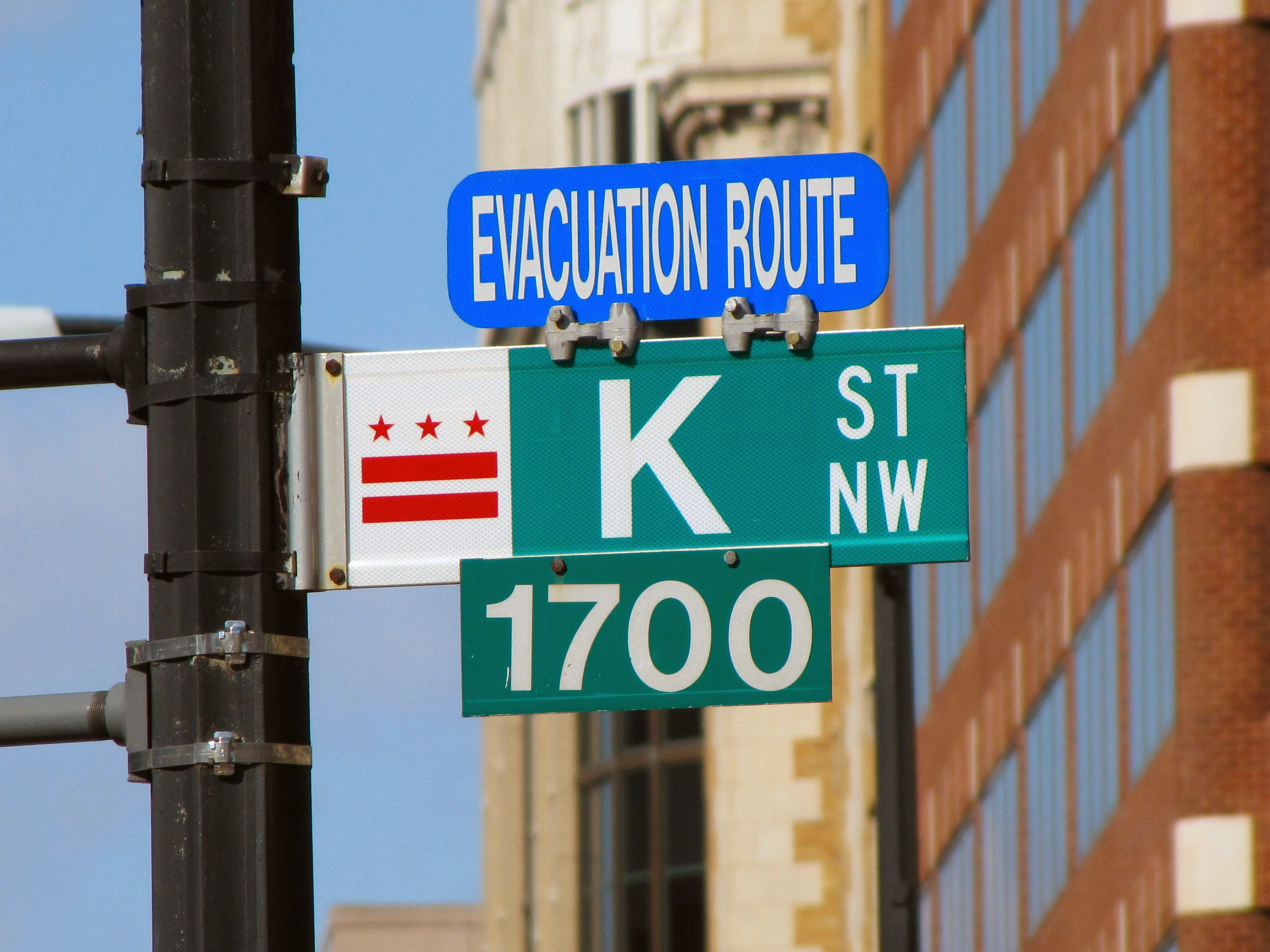
路牌

在华盛顿的街道网格中有两条互不连接的街道命名为K街，但术语“K街”几乎总是指北K街。
北K街暨29号美国国道，开始于该市的西北区，称为K街西北。这条街在K街大桥跨越岩溪，然后继续通过市中心。在北国会街以东，进入东北区后，街名变为K街东北。这条街结束于近东北社区的佛罗里达大道，在高立德大学以南。
这条街的乔治敦部分在1895年乔治城街道重新命名之前被称为水街。在33街以西，美国邮政署仍然承认“K街”和“水街”这两个地名。K街的西端曾是巴尔的摩与俄亥俄铁路的乔治敦支线的轨道，当该支线废弃后，K街向西延伸至华盛顿皮划艇俱乐部。
南 K街介于波托马克河和安那考斯迪亚河之间，穿越西南区和东南区（分别称为K街西南和K街东南）。

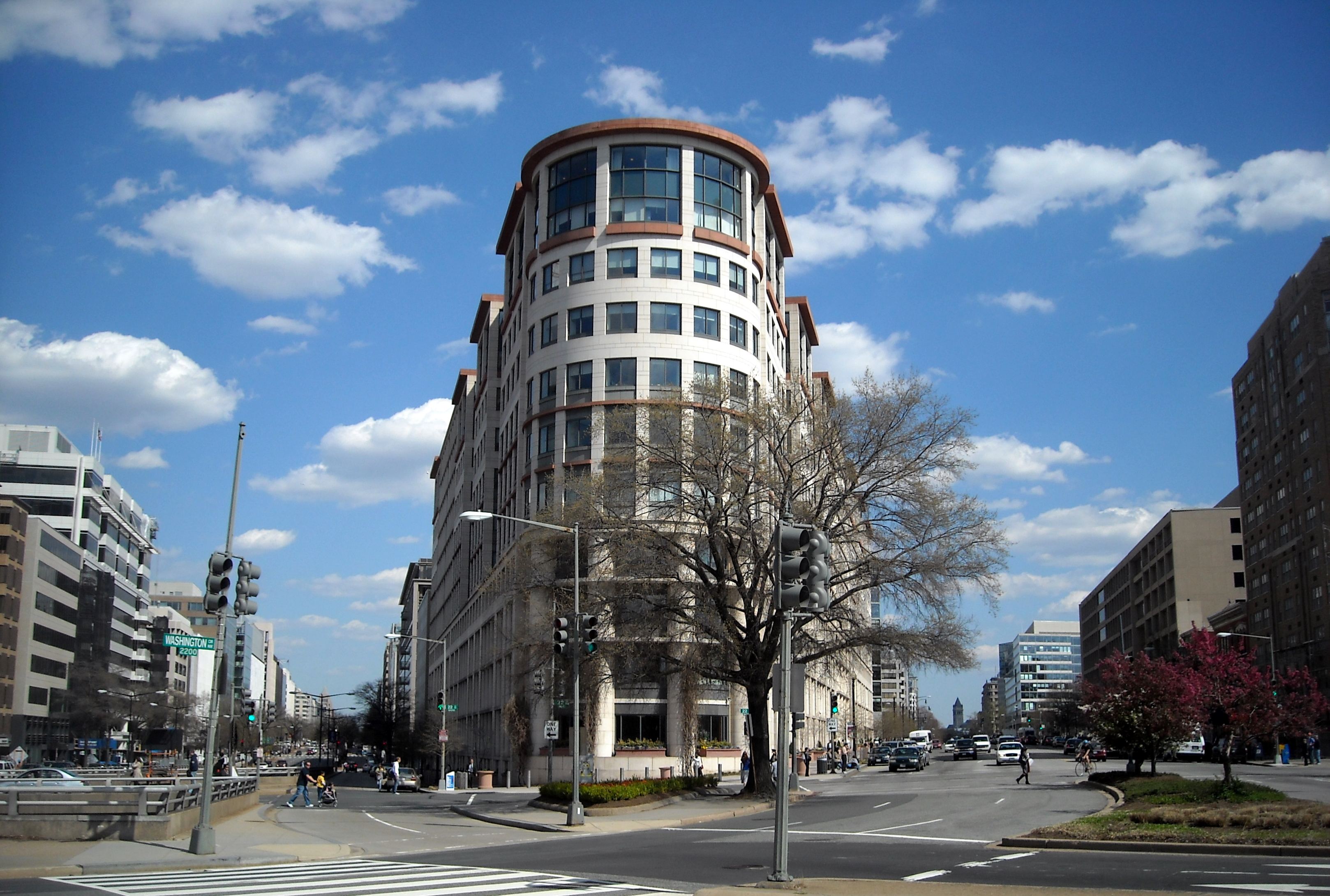
国际金融公司总部在K街和宾夕法尼亚大道的十字路口，在雾谷社区的华盛顿圆环

K街提供一条东西向通过华盛顿的主要通道，主要来自弗农山广场到29号美国国道。这条街在高速公路下继续通过乔治敦。这条街以下穿隧道的方式通过华盛顿圆环。
富兰克林广场1号位於K街1301号，於2015年成为《华盛顿邮报》的總部。